# Говіндачандра

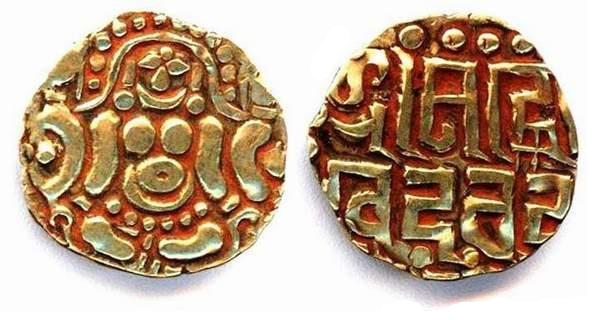
Золота монета Говіндачандри

Говіндачандра (гінді गोविंदचंद्र; д/н — 1155) — магараджахіраджа Антарведі у 1114—1155 роках. Загалом успішно воював проти Газневідів, Парамара і Калачура.

## Життєпис

### Молоді роки
Походив з династії Гаґавадалів. Син магараджахіраджи Маданапали й магарані Ралгадеві. В дитинстві отримав титул головного принца (магараджапутри).
1104/1105 року під час вторгнення газневідського султана Масуда III його було втрачено місто Каньякубджу та захоплено у полон батька. З огляду на це очолив боротьбу проти мусульман. До 1109 року відвоював Каньякубджу та навколишні землі. Ймовірно, між двома сторонами було укладено мирний договір, про що свідчить напис Рахін, за яким Маданапала отримав свободу за чималий викуп.
Невдовзі очолив війська проти Рамапали, магараджахіраджи імперії Пала, що вдерся до Антарведі. Зрештою зумів змусили супротивника відступити. Згідно з написів в Каннауджі переніс війну до власне імперії Пала. Зрештою сторони замирилися, закріпивши договір шлюбом між Говіндачандрою та Кумарадеві, небогою Рамапали. Після смерті батька близько 1114 року посів трон.

### Панування
Розпочав активну зовнішню політику, користуючись послабленням сусідів — Калачура і Парамара. Наприкінці 1110-х років завдав поразки Яшагкарні Калачура, магараджахіраджи Чеді-Дагали, захопивши важливі міста Варанасі і Праяградж з навколишніми землями. 1120 року прийняв почесний титул ашвапаті нарапаті гаджапаті раджатраядгіпаті (володар трьох військ: кінноти, піхоти та корпусу слонів). Невдовзі став карбувати золоті, срібні та мідні монети за зразком Гангеядеви Калачура. Встановив дружні відносини з державою Чола (вона на той час встановила фактичну зверхність над державою Східних Чалук'їв), в якій вбачав противагу імперії Пала.
Близько 1121 року відбив напад газневідського султана Бахрам-шаха на Варанасі. 1124 року, скориставшись послабленням імперії Пала, захопив частину регіону Маґадга (навколо сучасної Патни). Водночас успішно воював проти Наравармана Парамара, магараджахіраджа Малави, в якого захопив регіон Дашарна, який втік до початку 1130-х років втратив. Домовився про нейтралітет з Мадана-варманом Чандела, магараджахіраджею Джеджа-Бхукті. Відомо також про дружнє посольство до Джаясімхи Лохара, самраата Кашмірської держави.
Впровадив спеціальний податок турушкаданда, призначений для покриття військових витрат з оборони міст від нападів Газневідів та у випадку необхідності викупу мусульманам.

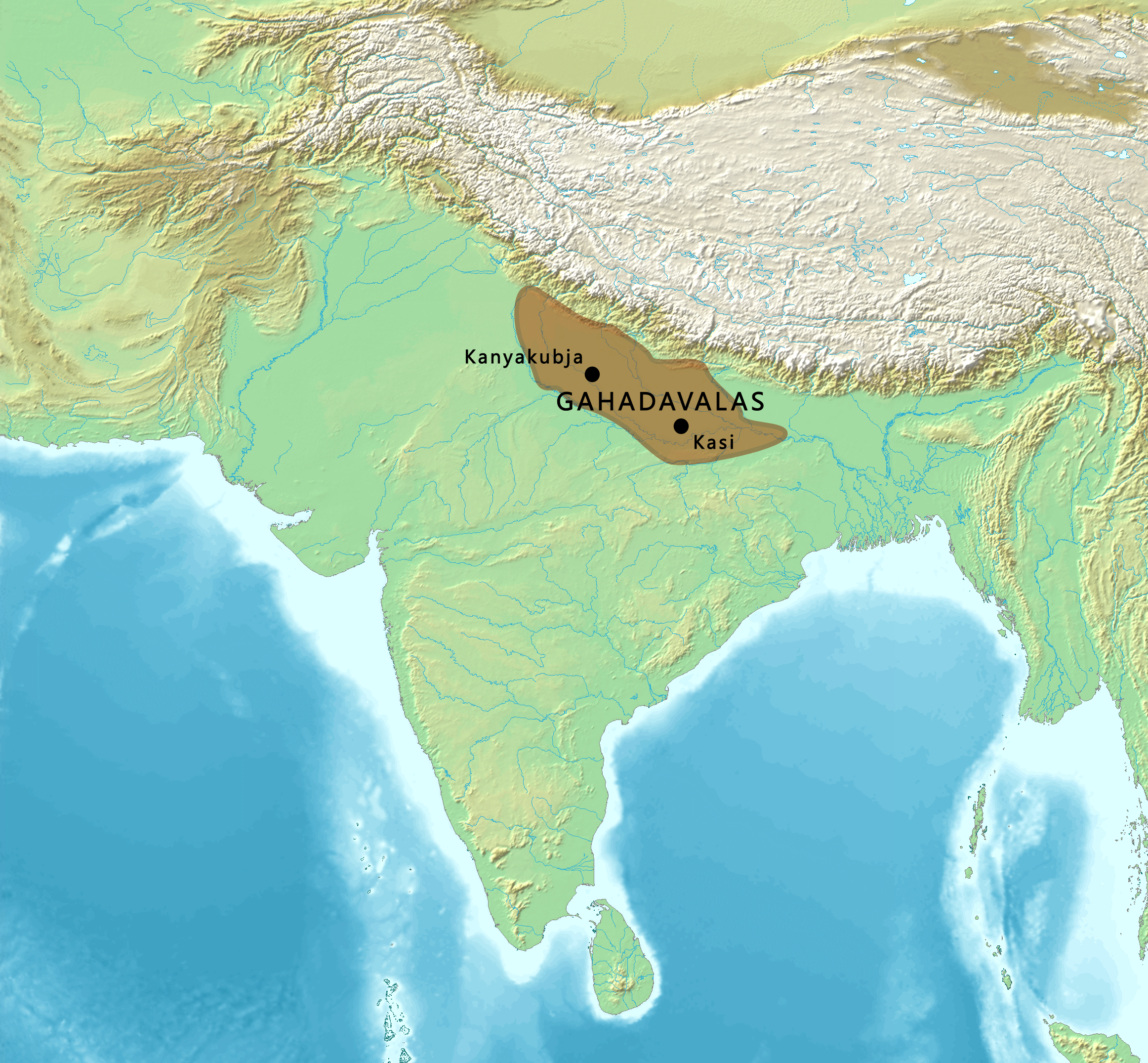
Володіння Говіндачандри у 1150 році

1145 року проти нього виступив Маданапала, магараджахіраджа імперії Пала, що до 1146 року відвоював практично усю втрачену його попередниками частину Маґадги. За деякими припущення ворог навіть зміг захопити Варанасі. Втім правитель Антарведі швидко перейшов у наступ, відвоювавши Патну, дійшовши до міста Мудгагірі. Зрештою Говіндачандра зберіг лише володіння на схід від Патни та Горакхпура.
Помер 1155 року. Йому спадкував син Віджаячандра.